# シュシュナ
シュシュナ (Śus ṇa)とはアスラ族の娘の名である。デーヴァ族にアムリタを盗まれないようにアスラ族はシュシュナの口の中にアムリタを隠していた。そこでインドラは蜜の塊に化けて道に横たわった。シュシュナが蜜の塊を見つけ飲むとインドラは鷲となってアムリタを盗み出すことに成功した。